# Papuascincus buergersi
Papuascincus buergersi — вид сцинкоподібних ящірок родини сцинкових (Scincidae). Ендемік Папуа Нової Гвінеї. Вид названий на честь німецького зоолога Теодора Йозефа Бюргерса (1881–1954).

## Поширення і екологія
Papuascincus buergersi мешкають в басейні річки Сепік на півночі Нової Гвінеї. Ведуть наземний спосіб життя.